# Peter Basch
Peter Basch (* 23. September 1921 in Berlin; † 15. März 2004 in New York City) war ein deutsch-amerikanischer Fotograf, der insbesondere für seine Porträt- und Starfotografie in den 1950er und 1960er Jahren bekannt war. Er fotografierte zahlreiche Filmstars und Persönlichkeiten aus Europa und den USA.

## Leben
Peter Basch war Sohn der Operettensängerin Grete Freund und des österreichischen Regisseurs und Schauspielers Felix Basch. Nach der Machtergreifung der Nationalsozialisten im April 1933 emigrierte der 12-jährige Basch mit seiner Familie aus Deutschland in die USA, um den zunehmenden antisemitischen Repressionen zu entkommen. 1937 zog die Familie nach London, wo Basch die Schule besuchte, und 1938 nach Paris zog, um eine Ausbildung als Fotograf zu beginnen. Im August 1939 kehrte Basch in die USA zurück.
Nach seiner Rückkehr arbeitete er in Los Angeles als Assistent des renommierten Porträtfotografen László Willinger, der für Metro-Goldwyn-Mayer tätig war. Zwischen 1942 und 1945 diente Basch in der United States Army Air Forces. Nach dem Krieg zog er 1945 nach New York City, wo er seine Karriere als selbständiger Fotograf begann.
Peter Basch etablierte sich in den 1950er Jahren als einer der führenden Fotografen für Filmstars und Prominente.
Seine Arbeiten, die für ihre Eleganz und ihren subtilen erotischen Charakter bekannt sind, erschienen in führenden Magazinen wie Life, Look, Playboy und Vogue. Basch fotografierte internationale Filmikonen wie Marilyn Monroe, Brigitte Bardot, Sophia Loren, Romy Schneider, Catherine Deneuve und Marlon Brando. Seine Fotografien zeichneten sich durch eine intime, jedoch respektvolle Darstellung seiner Modelle aus.
In den späten 1950er Jahren begann er, auch europäische Filmstars zu porträtieren, darunter viele Vertreter der Nouvelle Vague und des Neorealismus. Basch spielte eine wichtige Rolle bei der Vermarktung europäischer Filmikonen auf dem amerikanischen Markt und prägte deren Wahrnehmung durch seine Aufnahmen. Seine Fotografien verbinden Glamour mit einer Leichtigkeit, die oft als Feier der Jugend und der Schönheit interpretiert wurde.
Basch veröffentlichte insgesamt 29 Bildbände, darunter Stars!, eine 2003 in Deutschland erschienene Retrospektive seiner Arbeit.
Peter Basch war mit der kanadischen Schauspielerin Jacqueline Bertrand verheiratet und hatte zwei Kinder. Peter Basch verstarb am 15. März 2004 in New York City an den Folgen einer Krebserkrankung.

## Stil und Einfluss
Peter Baschs Stil wurde oft als „verhüllende Enthüllung“ beschrieben. Er bevorzugte eine ästhetische Darstellung, die auf Freizügigkeit verzichtete und stattdessen die Eleganz und Anziehungskraft seiner Modelle betonte. Basch lehnte die expliziten Akte eines Helmut Newton ab und kritisierte deren Objektifizierung von Frauen. Stattdessen bemühte er sich um die Darstellung seiner Modelle als selbstbewusste, charismatische Persönlichkeiten.

## Fotografierte Persönlichkeiten
| - Anouk Aimée - Ursula Andress - Brigitte Bardot - Jean-Paul Belmondo - Candice Bergen - Senta Berger - Marlon Brando - Horst Buchholz - Maria Callas - Capucine - Claudia Cardinale - Joan Collins - Jean Cocteau - Salvador Dalí | - Catherine Deneuve - Marlene Dietrich - Karin Dor - Françoise Dorléac - Anita Ekberg - Jane Fonda - James Garner - Audrey Hepburn - William Holden - Rock Hudson - Christine Kaufmann - Hildegard Knef - Daliah Lavi - Gina Lollobrigida | - Sophia Loren - Antonella Lualdi - Silvana Mangano - Jayne Mansfield - Lee Marvin - Marcello Mastroianni - Marilyn Monroe - Jeanne Moreau - Michèle Morgan - Ruth Niehaus - Kim Novak - Uschi Obermaier - Gregory Peck - Anthony Perkins | - Diana Ross - Eva Marie Saint - Maria Schell - Romy Schneider - Jean Seberg - Elke Sommer - Alexandra Stewart - Susan Strasberg - Sharon Tate - Elizabeth Taylor - Nadja Tiller - Alida Valli - Marie Versini - Monica Vitti |

## In Deutschland herausgegebenen Fotobände (Auswahl)
- Gestalt und Gestaltung.  Heering, Seebruck am Chiemsee 1958.
- Magische Schönheit: Porträt, Pinup, Akt. Übersetzung Werner von Grünau. Verl. d. Europäischen Bücherei, Bonn 1962.
- Junge Schönheit: Porträt, Tanz, Akt. Übersetzung Werner von Grünau. Verl. d. Europäischen Bücherei, Bonn 1964.
- Exotische Schönheit: Porträt, Tanz, Akt. Übersetzung Werner von Grünau. Verl. d. Europäischen Bücherei, Bonn 1965.
- Der Akt in Licht und Schatten. Heering, Seebruck am Chiemsee 1965.
- erotische momente. Verl. d. Europäischen Bücherei, Bonn 1967.
- Girls. Heyne, München 1972.
- Michael Petzel (Hrsg.): Stars!. Peter Basch – Fotografien aus den Fünfziger und Sechziger Jahren. Schwarzkopf & Schwarzkopf, Berlin 2003, ISBN 3-89602-470-1.
- Michael Petzel (Hrsg.): Verführung: die schönen Frauen der sechziger Jahre. Schwarzkopf und Schwarzkopf, Berlin 2005.